# Петар Дабић
Петар Дабић (Александрово, 1893 — Јелашница, 1917) био је српски наредник. Носилац је Карађорђеве звезде са мачевима.

## Биографија
Рођен је 1893. године у селу Александрову, срез добрички. Војни рок је служио 1912. године и затим наставио са активном војном службом, да би 1914. године био унапређен у чин наредника. Посебно се истакао великим подвизима у тешким борбама на планини Гучеву 1914. године, када је био три пута рањаван. За те подвиге одликован је Златним војничким орденом КЗ. Тада се борио у 2. прекобројном пуку Комбиноване дивизије. 
Док је био на лечењу у нишкој војној болници, заробљен је од Бугара у јесен 1915. године и умро је као заробљеник 1917. године. Сахрањен је код села Јелашнице, где има споменик поред пута. Те исте 1917. године његову мајку Милку убили су Бугари за време Топличког устанка.
Осим КЗ имао је и Сребрну медаљу за храброст и француску медаљу Милитер.
Био је неожењен. Када је умро имао је 24. године.